# Mamerc Emili Mamercí (tribú)
Mamerc Emili Mamercí (llatí: Mamercus Aemilius M. F. Mamercinus) va ser un magistrat romà. Formava part de la gens Emília, una antiga família romana probablement d'origen sabí.
Va ser elegit tribú amb potestat consolar l'any 438 aC, i el 437 aC va ser nomenat dictador per fer la guerra contra Veïs i Fidenes, perquè aquesta ciutat s'havia revoltat el 438 aC i s'havia sotmès al lar Tolumni de Veïs. El seu magister equitum era Luci Quint Cincinnat i va obtenir una gran victòria sobre els enemics i els honors del triomf. Suposadament Tolumni va morir en un combat singular amb Servi Corneli Cos, diu Titus Livi, però és dubtós que aquest fet es pugui situar el 437 aC (sembla més probable una data entorn del 426 aC quan Fidenes va ser conquerida.
Va ser nomenat altre cop dictador per la possibilitat de guerra amb Etrúria, l'any 433 aC amb Aule Postumi Tubert com a magister equitum, però la guerra no va arribar i no va sortir de la ciutat. Va establir una llei limitant a 18 mesos la duració de la censura que abans era de cinc anys, cosa que tenia fort suport popular, però va molestar als censors llavors al càrrec que el van apartar de la seva tribu i el van situar com un simple erari.
L'any 426 aC va ser nomenat dictador per tercera vegada amb Aule Corneli Cos com a magister equitum i va ser probablement en aquest any quan va derrotar a Fidenes i Veïs i va conquerir la primera ciutat.